# Поляна (Дністровський район)
Поля́на — село в Україні, у Клішковецькій громаді Дністровського району Чернівецької області.

## Географія
Через село тече річка Міоськи Рашківські, права притока Дністра.

## Історія
За даними на 1859 рік у монастирському селі Хотинського повіту Бессарабської губернії, мешкало 594 осіб (305 чоловічої статі та 289 — жіночої), налічувалось 101 дворове господарство, існувала православна церква.
Станом на 1886 рік у власницькому селі Клишківської волості мешкало 826 осіб, налічувалось 152 дворових господарства, існували православна церква.

## Відомі люди
Мельник Микола Панасович - український художник-живописець.

## Полянське учнівське лісництво
З метою здобуття учнівською молоддю знань в галузі лісівництва, вихованню свідомого ставлення до праці, охорони природи, використання на відтворення лісових ресурсів та вибору майбутньої професії наказами Міністерств освіти і лісового господарства в 1969 році було створено Полянське учнівське лісництво. За 41 рік через учнівське лісництво пройшли 1200 вихованців, 400 із них обрали професію лісовода.